# Девинов, Давид Маркович
Давид Маркович Девинов (настоящая фамилия — Нюренберг; 1 октября 1896, Елисаветград — 17 июня 1964, Москва) — советский живописец, график. Младший брат художника Амшея Нюренберга.

## Биография
Родился в семье архитектора-подрядчика в Елисаветграде. Закончил Елисаветградское земское реальное училище. Изучал живопись сначала в Елисаветграде, посещая вечерние рисовальные классы при земском училище, а затем — в Одесском художественном училище у К. К. Костанди.
Был участником Первой Мировой войны, награждён орденом Св. Георгия. Принимал участие в Гражданской войне: сначала на стороне анархистов, затем перешел на сторону Красной Армии, где был на командирских должностях, а также руководил партизанским отрядом Красной Армии.
В 1919 году находился в Одессе, осенью этого же года переехал в Еливаветград. Там сначала состоял в продотряде, затем работал в плакатной мастерской и газете «Червоне село», которую организовал его брат А. Нюренберг.
В 1920 году переехал в Москву, обучался там живописи у П. П. Кончаловского в ВХУТЕМАСе. Работал под псевдонимом Девинов.
В 1920-х ездил в творческие командировки на Кавказ и по Средней Азии, писал работы на темы социалистических строек.
С 1932 года — член Союза художников СССР.
Похоронен на Новодевичьем кладбище (Колумбарий, секция 28).

## Участие в выставках
- Весення выставка (Одесса, 1914) — экспонировал «Автопортрет», «Религиозный мотив» и два натюрморта.
- Выставка 1916 года — экспонировал натюрморты.
- Выставки АХРР (1925—1929).
- Выставка ОМХ (1929).
- Юбилейная выставка «Искусство народов СССР» (1927).
- Художники РСФСР за XV лет (1932)
- Выставка братьев А. и Д. Нюренбер (галерея «Ковчег», 2004 г.)